# Berles-Monchel
Berles-Monchel è un comune francese di 477 abitanti situato nel dipartimento del Passo di Calais nella regione dell'Alta Francia.

## Società

### Evoluzione demografica
Abitanti censiti